# فرودگاه اورنج‌ویل/مورای وسلی کو
فرودگاه اورنج‌ویل/مورای وسلی کو (به انگلیسی: Orangeville/Murray Wesley Kot Field Airport) یک فرودگاه خصوصی است که یک باند فرود چمن دارد و طول باند آن ۶۷۱ متر است. این فرودگاه در کشور کانادا قرار دارد و در ارتفاع ۴۷۲ متری از سطح دریا واقع شده است.